# Amblar
Amblar (IPA: /amˈblar/) è una frazione di 247 abitanti del comune di Amblar-Don, in provincia autonoma di Trento. Fino al 31 dicembre 2015 ha costituito un comune autonomo. 

## Storia
A causa del ritrovamento di numerosi reperti romani e al suffisso di origine e prelatina amb (località con acqua, torrente) si suppone che l'origine di Amblar risalga a un'epoca precedente alla romanizzazione dell'Anaunia, ma poiché non esiste alcun documento che ne certifichi l'esistenza tale ipotesi rimane infondata.
Certo è il ruolo di coprotagonista nelle vicende storiche del XII secolo, in cui Amblar risente della pressione dei conti del Tirolo sull'Anaunia vescovile.
Nel 1302, con la riappacificazione tra i vescovi e i conti, Amblar, appartenente alla giurisdizione di Castelfondo, viene ceduta a questi ultimi.
Così nel 1363, con l'estinzione della linea di discendenza di Mainardo II (conte del Tirolo) Castelfondo passò alle dipendenze degli Asburgo imperatori d'Austria, che assunsero anche il titolo di conti del Tirolo.
Questo legame tra Amblar e gli Asburgo terminò solo nel 1918, con la cessione del Trentino all'Italia dopo la fine della prima guerra mondiale.
Importante simbolo storico della valle è la porta de Vall'Avena, costruita in età romanica, che segnava il confine tra Amblar e altri paesi.

### Simboli

Vecchio stemma comunale

Lo stemma e il gonfalone erano stati approvati con D.G.P. del 30 dicembre 1991 n. 18446.
Stemma
Gonfalone
Il bilico sarà appeso all'asta – ricoperta di una guaina di velluto azzurro ornata di borchie argentate disposte a spirale – mediante un cordone a nappe, d'argento.»
Il gonfalone nonostante sia stato approvato non è mai stato realizzato.

## Monumenti e luoghi d'interesse

### Architetture religiose
- Chiesa di San Vigilio, parrocchiale.[9]

## Società

### Evoluzione demografica
Abitanti censiti

### Etnie e minoranze straniere
Secondo i dati ISTAT al 31 dicembre 2015 la popolazione straniera residente era di 17 persone.

### Ripartizione linguistica
Nel censimento del 2001, 42 abitanti dell'allora comune si sono dichiarati "ladini".

## Amministrazione
| Periodo        | Periodo          | Primo cittadino  | Partito      | Carica  | Note |
| -------------- | ---------------- | ---------------- | ------------ | ------- | ---- |
| 9 maggio 2005  | 16 maggio 2010   | Bruna Pellegrini | Lista civica | Sindaca |      |
| 17 maggio 2010 | 31 dicembre 2015 | Bruna Pellegrini | Lista civica | Sindaca |      |

### Variazioni amministrative
Nel 1928 il comune fu soppresso e i suoi territori aggregati al comune di Romeno; nel 1952 il comune fu ricostituito (Censimento 1951: pop. res. 267).
Nel 2016 è stato aggregato al comune di Don, dando vita al nuovo comune di Amblar-Don.